# Changement climatique à Madagascar

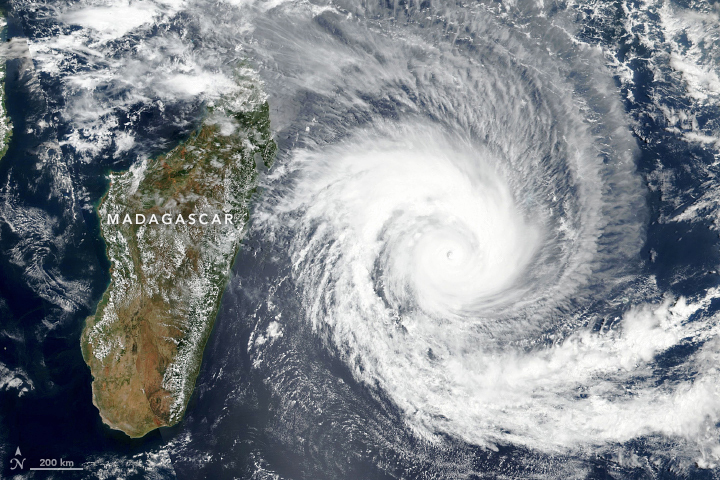
Image satellite du cyclone Batsirai à l’approche de Madagascar. Les cyclones tropicaux devraient devenir plus intenses dans le pays en raison du changement climatique.

Le changement climatique constitue une menace importante pour l'environnement et la population de Madagascar. Il fait monter les températures, rallonge la saison sèche et provoque des tempêtes tropicales plus intenses. Les écosystèmes uniques du pays, ainsi que la vie animale et végétale, sont touchés.
Le changement climatique devrait entraîner le déclin des récifs coralliens et des habitats forestiers, et menacer les espèces indigènes telles que les lémuriens. La population humaine est très vulnérable en raison des graves impacts sur l'eau et l'agriculture, avec des implications pour la sécurité alimentaire. Les maladies infectieuses devraient également augmenter. Madagascar est signataire de l'Accord de Paris et a fixé des objectifs d'adaptation au changement climatique, bien que leur mise en œuvre soit confrontée à des défis en raison de la pauvreté relative du pays.

## Effets sur le milieu naturel

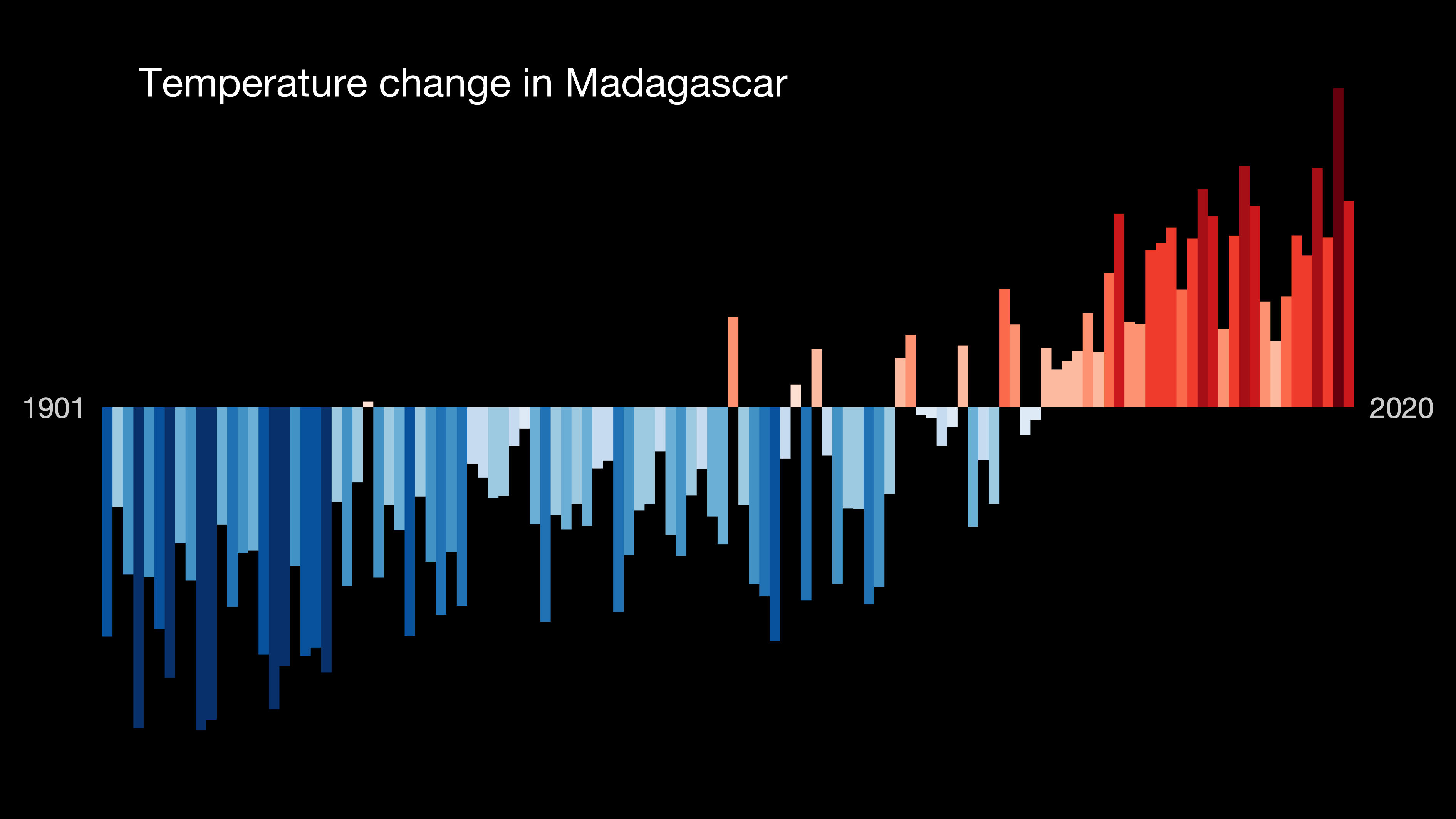
Changement de température à Madagascar, 1901 à 2020

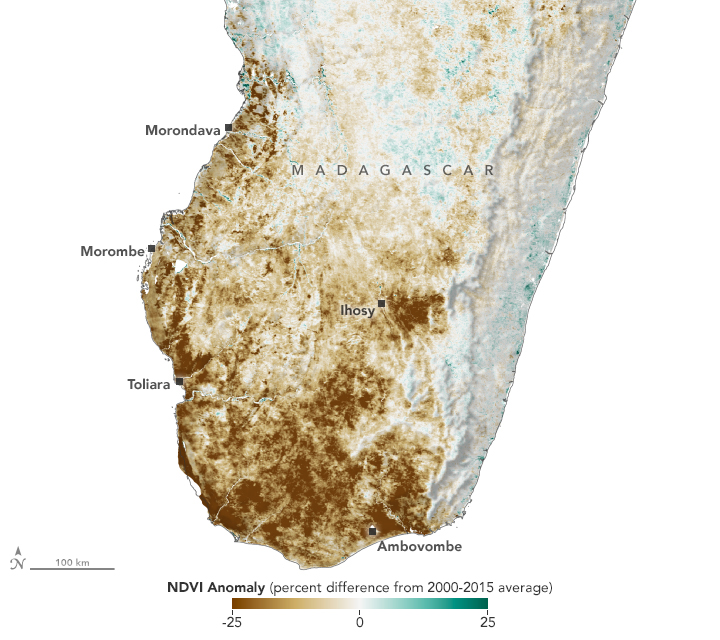
Les sécheresses à Madagascar sont rendues plus probables en raison du changement climatique.

Le changement climatique devrait entraîner une augmentation des températures sur l’ensemble de l’île de Madagascar au XXIe siècle. Une estimation de 2008 utilisant un modèle climatique régional évalue l'augmentation entre 1,1 et 2,6 °C, variable selon la topographie, pour la période 2046-2065,. Le sud de Madagascar devrait se réchauffer le plus, tandis que le nord et les zones côtières se réchaufferont le moins. Cela aurait des impacts importants sur les forêts fragmentées de l’Est. Madagascar présente le risque de cyclones le plus élevé d'Afrique, avec trois à quatre cyclones par an. Les cyclones devraient devenir plus intenses en raison du changement climatique, mais moins fréquents, ce qui aurait un impact considérable sur le pays et augmenterait le risque d'inondation. En 2018, le nombre de cyclones violents avec des vents supérieurs à 150 km/h avait doublé au cours des 25 années précédentes. La saison sèche à Madagascar s'allonge. La couverture végétale est fortement corrélée à l'oscillation australe El Niño, cette relation indiquant que le changement climatique est susceptible de dégrader davantage l'environnement de Madagascar.
La faune et la flore uniques de Madagascar sont menacées par le changement climatique,. Dans une étude de 2008, l’espace climatique propice à la quasi-totalité des 80 espèces de plantes endémiques malgaches a été affectée par le changement climatique. Les forêts de Madagascar devraient être fortement affectées au cours du 21e siècle. Les lémuriens sont également susceptibles d'être touchés, avec de graves changements attendus dans la répartition des espèces , et par la propagation de parasites sur une répartition plus large avec des températures plus chaudes. La survie des lémuriens et la production de fruits ont diminué dans le parc national de Ranomafana entre 1960-1985 et 1986-2005, parallèlement aux hivers devenant plus secs dans le parc, et les amphibiens et reptiles endémiques de Montane sont menacés par des températures plus élevées. L'habitat approprié de la forêt tropicale orientale pour les lémuriens huppés devrait diminuer considérablement en raison des impacts conjugués du changement climatique et de la déforestation à Madagascar. La fécondité et la reproduction du propithèque de Milne-Edwards sont considérablement affectées par les changements dans les précipitations et l'augmentation des cyclones. Les récifs coralliens de Madagascar sont susceptibles de décliner au 21e siècle en raison du changement climatique, même si l’on estime que la déforestation aura un impact plus important. Les phénomènes de blanchissement des coraux devraient augmenter et les cyclones les endommageront directement, entraînant un déclin des populations de poissons et une augmentation de l'érosion côtière.

## Effets sur les personnes

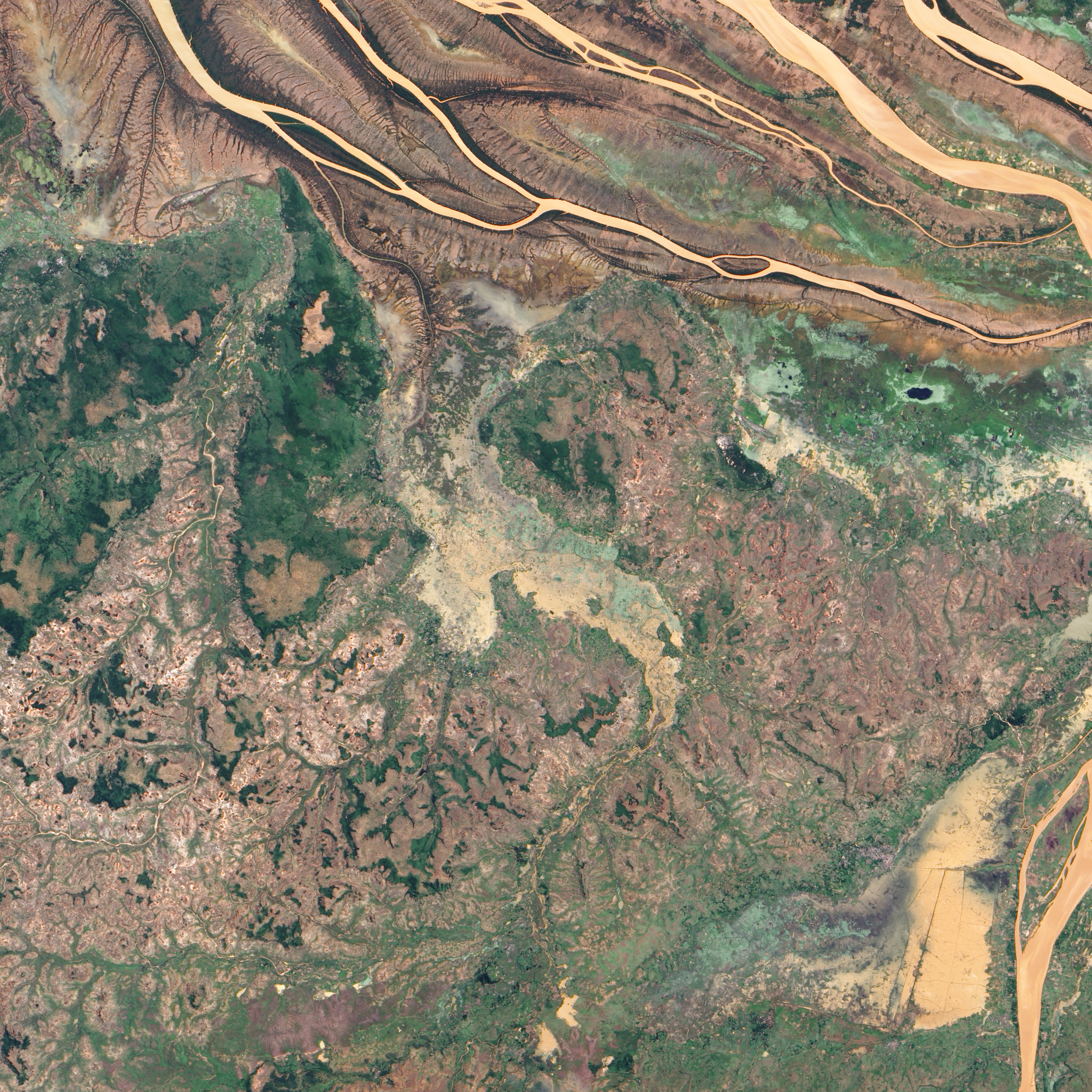
Les inondations de champs agricoles (photographiées en 2010 près de la rivière Betsiboka) augmentent à Madagascar en raison du changement climatique.

L'agriculture malgache est affectée par le changement climatique, les petits exploitants agricoles étant extrêmement vulnérables à ses impacts. Les effets du changement climatique sur l'agriculture, tels que l'augmentation de la sécheresse, menacent grandement la population de Madagascar, dont 80 % dépendent de l'agriculture pour survivre,. Il a été proposé que le chauffage et les inondations aient entraîné une baisse de la production agricole entre 1990 et 2015. La grave famine de 2021 à 2022 à Madagascar, qui a suivi la pire sécheresse depuis quatre décennies, a été liée au changement climatique par les Nations Unies et les commentateurs des médias, bien qu'une étude d'attribution ait révélé que « même si le changement climatique peut avoir légèrement augmenté la probabilité d'une réduction de cette famine ». pluviométrie [sur 2019-2021], l’effet n’est pas statistiquement significatif », la pauvreté, la médiocrité des infrastructures et la forte dépendance à l’égard de l’agriculture pluviale étant les principaux facteurs,.
L'approvisionnement en eau à Madagascar est médiocre, avec une estimation de 2018 suggérant que 66 % de la population dans les zones rurales et 49 % dans les zones urbaines n'ont pas accès à l'eau potable,. Madagascar était confrontée à l'une des crises de l'eau les plus graves au monde en 2021 en raison de la mauvaise infrastructure de gestion de l'eau, de la déforestation, de l'érosion et de l'intrusion d'eau salée. La diminution des précipitations annuelles, l’augmentation de l’évapotranspiration et l’élévation du niveau de la mer devraient réduire encore davantage la disponibilité de l’eau dans une grande partie du pays. Cela inclut la capitale Antananarivo, où la disponibilité en eau pourrait ne pas être en mesure de répondre à la demande d'ici 2025. L'eau dans le sud de Madagascar, où les eaux souterraines constituent la principale source d'eau pendant la saison sèche, sera probablement également gravement affectée à mesure que l'eau deviendra de plus en plus limitée.
Le changement climatique a également des implications importantes sur la santé à Madagascar. L'incidence des infections respiratoires et de la diarrhée augmente et celles-ci, ainsi que le paludisme et la malnutrition, devraient augmenter au 21e siècle en raison du changement climatique. Les épidémies de choléra et la malnutrition ont été liées au changement climatique.
Les effets du changement climatique sur les personnes. Les sentiers sont ravinés par les cyclones, les routes sont impraticables, les écoles sont endommagées.

## Atténuation et adaptation

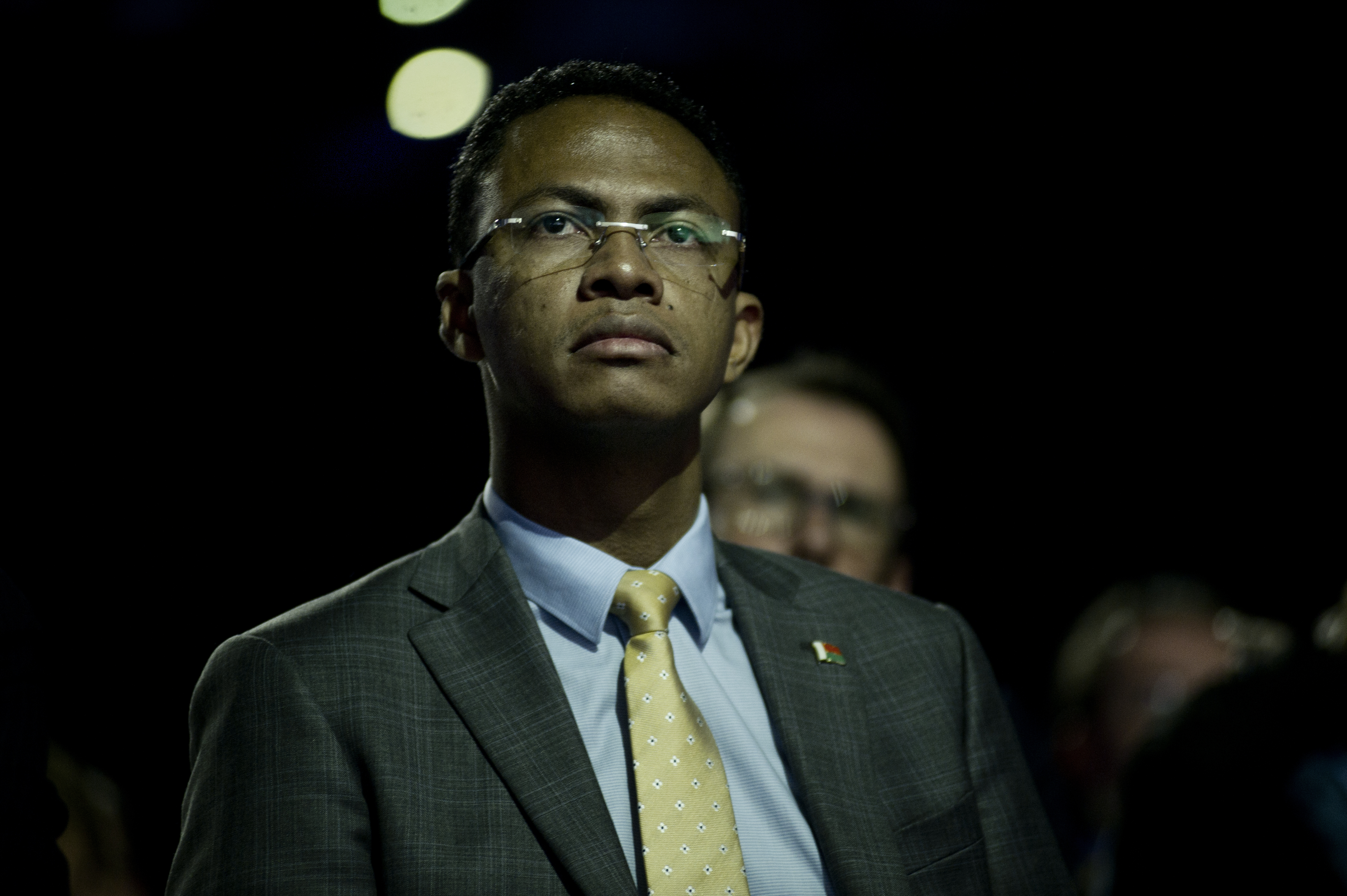
Le ministre de l'Environnement, de l'Écologie, de la Mer et des Forêts, Ralava Beboarimisa, à la Conférence des Nations Unies sur les changements climatiques de 2015

Madagascar est signataire de l'Accord de Paris. En moyenne, chaque Malgache émet moins de 2 tonnes de gaz à effet de serre (GES) par an, contre une moyenne mondiale de plus de 6 tonnes. La biomasse est la principale source d'énergie  et cette utilisation du bois de chauffage et du charbon de bois pour la cuisine contribue à la déforestation. Seule une fraction de la population a accès à l'électricité, mais une certaine énergie solaire a été construite, comme la centrale solaire d'Ambatolampy.
Dans sa contribution déterminée au niveau national, le pays vise à absorber plus de GES qu'il n'en émet en 2030, avec l'aide de la reforestation. Le président Andry Rajoelina a appelé à une action internationale plus stricte contre le changement climatique lors de l’Assemblée générale des Nations unies de 2021:

« Madagascar finds itself a victim of climate change. There are recurrent waves of drought in the south. The water sources dry up and all the means of subsistence become almost impossible. My compatriots in the south are bearing the weight of climate change which they did not participate in creating. »

— Président Andry Rajoelina
Madagascar est un pays pauvre et l'adaptation au changement climatique coûte cher,. La protection des écosystèmes uniques du pays est considérée comme une stratégie d'adaptation centrale. Les mesures proposées utilisant la conservation à Madagascar comprennent l'expansion des zones protégées et la génération de revenus en vendant des compensations carbone pour réduire les émissions dues à la déforestation et à la dégradation des forêts (REDD+). Cependant, en 2021, la stratégie gouvernementale pour REDD+ n’était pas claire, car elle interdisait la vente de tous les crédits carbone et envisageait de nationaliser la propriété du carbone. En 2022, le pays envisageait de vendre 1,8 milliard de tonnes de compensations carbone dans le cadre du Fonds de partenariat pour le carbone forestier de la Banque mondiale. La restauration des mangroves est une autre stratégie proposée pour s'adapter à l'élévation du niveau de la mer. Il est possible de renforcer la résilience climatique de la population en réduisant la pauvreté et en améliorant l’accès à l’eau et les infrastructures, en particulier dans les zones rurales. Lors de la COP26, la ministre de l'Environnement Baomiavotse Vahinala Raharinirina a appelé à un financement climatique de 100 milliards de dollars des pays riches vers les pays les plus pauvres comme Madagascar pour mettre en œuvre des mesures d'adaptation, en soulignant un projet de canalisation d'eau du nord au sud de l'île nécessitant un financement.